# Romemot
Romemot (hebrejsky: רוממות) je část města Haifa v Izraeli. Tvoří podčást 9. městské čtvrti Ramot ha-Karmel.
Jde o územní jednotku vytvořenou pro administrativní, demografické a statistické účely. Zahrnuje severovýchodní část čtvrti Ramot ha-Karmel, ležící na sídelních terasách v pohoří Karmel, oddělených četnými zalesněnými údolími, jimiž protékají sezónní toky (vádí). Nacházejí se tu obytné okrsky Ramat Ben Gurion a Romema.
Populace je židovská, bez arabského prvku. Rozkládá se na ploše 0,96 kilometru čtverečního. V roce 2008 zde žilo 8 150 lidí, z toho 7 560 židů.